# OFF-Biennále Budapest
Az OFF-Biennále Budapest a legnagyobb független kortárs művészeti esemény Magyarországon. 2014-ben, alulról szerveződő kezdeményezésként indult, amelyet művészeti szakemberek kis csoportja hívott életre. Olyan platformot kívántak létrehozni, amely segít, hogy a kortárs művészet képviselői (például művészek, kurátorok, művészeti szakemberek) és a közönség kapcsolatba kerüljön egymással. Célja, hogy megerősítse a helyi független művészeti színteret, és hogy nyilvános párbeszédet kezdeményezzen sürgető, ugyanakkor háttérbe szorított társadalmi, politikai és környezeti kérdésekről. Az OFF folyamatos kísérlet, amely fenntartható, demokratikus intézményt képzel el és valósít meg a civil szférában. Az OFF-Biennále nem pályázik állami támogatásra és nem működik együtt állami fenntartású művészeti intézményekkel. Ez egyrészt politikai állásfoglalás, másrészt praktikus megoldás, hogy megvédje a művészi kifejezés szabadságát.

## A nevéről
Az „off-” jelző azt jelenti, hogy kilép a fősodorból, a megkövesedett rutinokból, és megkeresi a saját útját, kiépíti a saját működését, ugyanakkor kevésbé kötik a megkérdőjelezhetetlen protokollok. A névadást Svetlana Boym off-modern elmélete is inspirálta: A gyorsan cserélődő prepozíciók helyett, mint amilyen a „poszt-”, az „anti-”, a „neo-”, a „transz-” és a „szub-”, amelyek mind kérlelhetetlen menetelést sugallnak előre, valami ellen vagy valamin túl, és elszántan próbálnak trendet diktálni, én azt javaslom, mozogjunk „off”: „Off”, mint „off quilter” (szabálytalanul), „off-Broadway, „off the path” (útról letérve), vagy „way off” (tévesen), „off-brand” (márkátlanul), „off the wall' (szokatlanul) és néha „off-color” (helytelenül). Az OFF-Biennále tehát a világszerte megrendezett képzőművészeti biennálék mainstream formáinak kritikáját is adja: erős intézményi vagy vállalati fenntartó nélkül, egy kis közösség szervezésében jön létre; nemzetközi sztárok és trendek “bereptetése” helyett a elsősorban a helyi színtér problémáira keres megoldásokat. Ez persze nem jelenti azt, hogy az OFF lokális ügy maradna, épp ellenkezőleg: egyrészről bemutat számos külföldi művészt és produkciót, hiszen ez is a magyar művészeti élet megerősítését szolgálja; másrészről épp szokatlan szervezeti struktúrája, politikai állásfoglalása teszi az OFF-Biennálét nemzetközileg is figyelmet és elismerést keltő kezdeményezéssé.

## Események

### Az első OFF-Biennále, 2015
2015 tavaszán az első OFF-Biennále Budapest 5 hét alatt több mint 100 helyszínen (többnyire Budapesten, de vidéki városokban és külföldön is) közel 200 programot mutatott be, amelyen 22 ország több mint 350 művésze vett részt. 2015 végén az OFF megszervezésében jelentős szerepet vivő kortárs művészeti, kommunikációs és edukációs szakemberek megalapították az OFF-Biennále Egyesületet. A biennále kurátori csapata 2016 végén elnyerte a közép-európai régió egyik legrangosabb kulturális-művészeti elismerését, az Erste Stiftung által alapított Igor Zabel-díj egyik ösztöndíját. 

### A második OFF-Biennále, 2017
Az OFF-Biennále 2017-ben egy olyan kerettémát választott, amely lehetővé tette, hogy a jelent és a jövőt egyaránt meghatározó, húsbavágó és izgalmas kérdésekkel foglalkozzon: a kiindulópontot a Gaudiopolis gyermekköztársaság adta (1945–1950), melyet Sztehlo Gábor evangélikus lelkész alapított a második világháborút követően Budapesten. Az OFF-Biennále projektjei a Gaudiopolis történetéből kiindulva különféle utakat jártak be, de mind annak időszerűségéről tanúskodtak.

### A harmadik OFF-Biennále, 2020
A 2020-as OFF-Biennále programja tizenkét komplex projektre épül. Ezekben az a közös, hogy szinte valamennyit csapatok kezdeményezték, amelyekben különböző területekről érkezett alkotók működnek együtt; és hogy többen közülük már évek óta együtt dolgoznak. A harmadik kiadás kerettémája, József Attila 1935-ös verséből kölcsönzött "Levegőt!" A keretprogram utal a megváltozott politikai helyzetekre, a szabadságvágyra, szabadságjogokra és azok letörésére, a fenyegető klímakatasztrófára.